# Aspidobracon hesperivorus
Aspidobracon hesperivorus är en stekelart som beskrevs av Van Achterberg 1984. Aspidobracon hesperivorus ingår i släktet Aspidobracon och familjen bracksteklar. Inga underarter finns listade.